# کنیسه سورامی
کنیسه سورامی (به گرجی: სურამის სინაგოგა) یک کنیسه در گرجستان است که در سورامی واقع شده‌است. این کنیسه در سال ۱۹۱۵ میلادی ساخته شد.